# Атлантический биогеографический регион
Атлантический биогеографический регион — это биогеографический регион Европы, граничащий с Атлантическим океаном и Северным морем.

## Протяженность
Регион граничит с Северным морем и северо-восточной частью Атлантического океана.
Он включает в себя Великобританию, Ирландию и Нидерланды, части Германии, Дании, Бельгии и Франции, а также северные берега Испании и Португалии.
Местность, как правило, равнинная и находится не более чем в 300 километрах от моря, а преобладающие ветра дуют с запада.
В результате здесь превалирует океанический климат с мягкой зимой и прохладным летом.
Круглый год выпадает умеренное количество осадков.

## Окружающая среда
Длинная, изрезанная береговая линия включает в себя множество местообитаний. В некоторых районах есть утёсы и скалистые мысы с узкими заливчиками, в то время как в других есть защищенные бухты с илистыми отмелями и песчаными пляжами.
Ещё 10 тысяч лет назад земля была покрыта льдом, и видовое разнообразие здесь всё ещё ниже, чем в других европейских биогеографических регионах. Тем не менее, дикая природа здесь в изобилии, включая большие стаи перелетных птиц и множество морских организмов, питающихся питательными веществами, переносимыми Гольфстримом из Карибского бассейна.
Люди радикально изменили ландшафт, вырубив леса для ведения сельского хозяйства и создав большие урбанизированные территории.
Загрязнение окружающей среды является проблемой как на суше, так и на море. Чрезмерный вылов рыбы также представляет угрозу.

## Sources
- Atlantic Biogeographical Region, European Commission, Дата обращения: 29 августа 2019
- Sundseth, Kerstin (2009), Natura 2000 in the Atlantic Region (PDF), European CommissionEnvironment Directorate General, doi:10.2779/82343, ISBN 978-92-79-11728-2, Дата обращения: 29 августа 2019